# Fussball Club Admira Wacker Mödling
El FC Admira Wacker Mödling es un club de fútbol austríaco de la ciudad de Mödling. Fue fundado en 1905 con el nombre de Admira Viena y juega actualmente en la Primera Liga de Austria.

## Historia
Este club se inició de fusiones de varios equipos, llegando al equipo actual, los cuales fueron:
- SK Admira Viena (desde 1905 hasta 1971)
- SC Wacker Viena (desde 1906 hasta 1971)
- FC Admira Wacker (desde 1971 hasta 1996, fusión entre SK Admira Viena y SC Wacker Viena)
- FC Admira Wacker Mödling (desde 1996, fusión con el VfB Mödling)

### SK Admira Vienna
Se formó en el distrito de Jedlesee, un suburbio de Floridsdorf, el 21º distrito de Viena, por la fusión de los equipos Burschenschaft Einigkeit y Sportklub Vindobona en 1905. Ascendió a la Primera Liga en 1919. Fue el equipo más exitoso de Austria durante el período de entreguerras, al conquistar siete ligas y tres copas.
Tras el Anschluss en 1938, el Admira pasó por varias ligas regionales alemanas, que se reestructuraron durante el Tercer Reich. Durante estos años, el mayor logro del club fue la disputa de la final del campeonato alemán de 1939 ante el Schalke 04. Pese a la amplia derrota por 0-9, marcó un gran suceso en Viena durante el periodo de la Segunda Guerra Mundial.

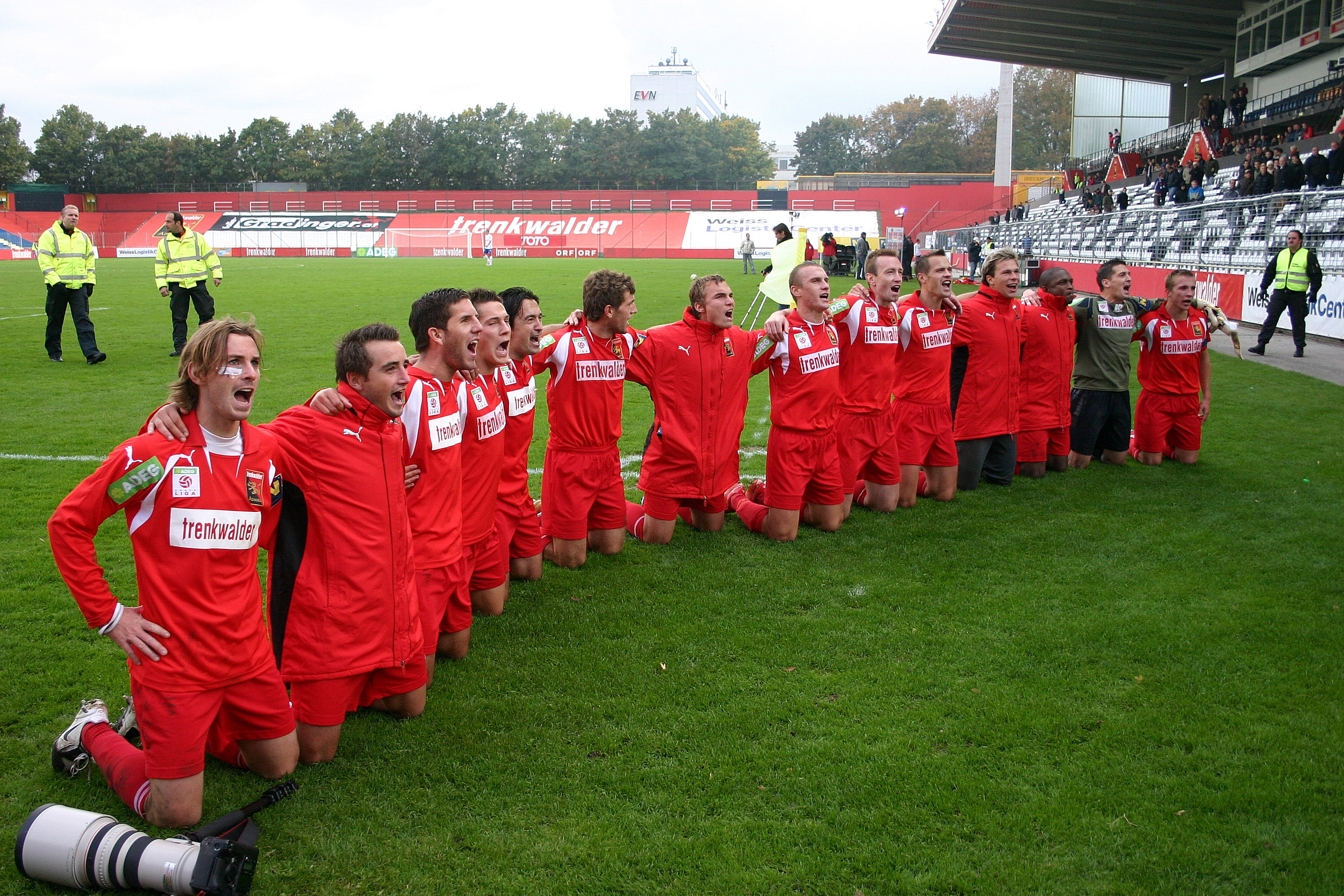
Los jugadores celebrando una victoria junto a sus fans

Tras la guerra, el Admira sufrió su primer descenso a la segunda división austríaca en 1960. Se cambió el nombre del club en varias ocasiones: ESV Admira Vienna tras fusionarse con el equipo de la empresa ferroviaria ESV Vienna en 1953, antes ESV Admira-NÖ Energie Vienna en 1960 por razones de patrocinio con la empresa de suplementos alimenticios NEWAG/NIOGAS. Pronto, el Admira Energie, como se le conocía entonces, ganó la copa en 1964 y consiguió un doblete de liga y copa en 1966.
Se revelaron escándalos financieros de la empresa NEWAG/NIOGAS al final de la década de los años de 1960 debido a la malversación de fondos. Luego, el Admira vio la idea de fusionarse con el Austria Vienna pero, tras el nacimiento del Admira-Austria, se rechazó dos veces, Admira pasó a llamarse SC Wacker Vienna y tuvo su final en 1971.

### SC Wacker Viena
El Wacker Viena se fundó en 1908 en el distrito de Meidling. Consiguió el ascenso por primera vez a la primera liga en 1914. Era un equipo que se ubicaba a mitad de tabla a mediados de los años de 1930. Wacker fue de los mejores en los 1940 y 1950. Ganó el doblete en 1947 y fue subcampeón ocho veces entre 1940 y 1956.
Durante la última década como equipo independiente, fue un equipo ascensor, con ocho descensos y ascensos consecutivos de la primera liga de Austria entre 1961 y 1968. En su quinto descenso en 1971, combinado con problemas financieros y de estadio, se fusionaron con el Admira y formaron el FC Admira Wacker Viena.

### VfB Mödling
El VfB Mödling se fundó el 17 de junio de 1911 en la parte más baja de la ciudad de Mödling. Desde su fundación jugó en la primera liga de Austria. Cuando entró en la liga nacional en 1949, el equipo estuvo en la segunda liga. Jugó la mayoría del tiempo en segunda y tercera división y, desde entonces, el club estuvo tres veces en la primera liga entre 1952–53 y 1987–88 y entre 1992 y 1995 antes de su fusión con el Admira y el Wacker en 1997.

## Jugadores

### Jugadores destacados
| - Philipp Hosiner (2011–12) - Erwin Hoffer (2003–06) - Marc Janko (2003–05) - Gustav Kral (2005, 2007–08) - Ivica Vastić (1993) - Fred Schaub (1980s, ambos, Admira y Mödling) | - Khodadad Azizi (2005–06) - Ali Latifi (2001–02) - Mehdi Pashazadeh (2005–07) - Sammy McIlroy (1988) - Marek Świerczewski (2002–04) - Nicolae Lupescu (1972–77) | - Gheorghe Váczi (1946) - Gordon Smith (1986–87) - Gordon Igesund (1981–84) - Vladimir Jugović (2003–04) - Tolunay Kafkas (2004–05) |

## Entrenadores desde 1971
| - Karl Schlechta (1971 - 1972) - Ernst Ocwirk (abril 1972 – mayo 1975)† - Rudolf Matuschka (1975) - Helmut Senekowitsch (1975–76)† - Franz Pelikan (1976) - Rudolf Matuschka (1976) - Stefan Jasiolek / Franz Pelikan (1977) - Antoni Brzeżańczyk (1978)† - Rudolf Illovszky (1978–79)† - Felix Latzke (mayo de 1979 – abril de 1983) - Ernst Dokupil (mayo de 1983 – agosto de 1986) - August Starek (julio de 1986 – marzo de 1988) - Wilhelm Kreuz (marzo de 1988 – junio de 1988) - Ernst Weber (julio de 1988 – junio de 1990)† - Thomas Parits (julio de 1990 – mayo de 1991) - Sigfried Held (mayo de 1991 – junio de 1993) - Dietmar Constantini (julio de 1993 – mayo de 1995) - Walter Knaller (julio de 1995 – junio de 1996) - Kurt Garger (julio de 1996 – junio de 1997) - Wolfgang Kienast (julio de 1997 – agosto de 1997) - Milan Miklavič (septiembre de 1997 – junio de 1998) - Hannes Weninger (julio de 1998 – abril de 1999)† - Ilija Sormaz (interino) (abril de 1999) - Milan Miklavič (abril de 1999 – agosto de 2000) - Hans Krankl (septiembre de 2000 – diciembre de 2001) - Walter Knaller (enero de 2002 – octubre de 2002) - Johann Krejcirik (interino) (octubre de 2002 – diciembre de 2002) - Alfred Tatar (diciembre de 2002 – mayo de 2003) | - Rashid Rakhimov (diciembre de 2002 – mayo de 2004) - Bernd Krauss (mayo de 2004 – septiembre de 2004) - Dominik Thalhammer (septiembre de 2004 – agosto de 2005) - Robert Pflug (agosto de 2005 – febrero de 2006) - Ernst Baumeister (febrero de 2006 – diciembre de 2007) - Attila Sekerlioglu (diciembre de 2007 – abril de 2008) - Ernst Baumeister (2008) - Heinz Peischl (julio de 2008 – agosto de 2008) - Walter Schachner (agosto de 2008 – abril de 2010) - Dietmar Kühbauer (abril de 2010 - agosto de 2013) - Toni Polster (junio de 2013 - agosto de 2013) - Oliver Lederer (agosto de 2013 - septiembre de 2013) - Walter Knaller (septiembre de 2013 – abril de 2015) - Oliver Lederer (abril de 2015 – junio de 2015) - Ernst Baumeister (julio de 2015 –junio de 2016) - Oliver Lederer (julio de 2016–enero de 2017) - Damir Burić (enero de 2017 - septiembre de 2017) - Ernst Baumeister (septiembre de 2017 – octubre de 2018) - Reiner Geyer (octubre de 2018 – septiembre de 2019) - Klaus Schmidt (septiembre de 2019 – febrero de 2020) - Zvonimir Soldo (febrero de 2020 – septiembre de 2020) - Patrick Helmes (septiembre de 2020) - Damir Burić (septiembre de 2020 - abril 2021) - Klaus Schmidt (abril 2021 – junio de 2021) - Andreas Herzog (julio de 2021 - junio de 2022) - Roberto Pätzold (julio de 2022 - noviembre de 2022) - Rolf Landerl (noviembre de 2022 - mayo de 2023) - Alberto Babaku (mayo de 2023 - "actualidad") |

## Palmarés

### Torneos nacionales
- Bundesliga de Austria (9): 1926-27, 1927-28, 1931-32, 1933-34, 1935-36, 1936-37, 1938-39, 1946-47, 1965-66.
- Copa de Austria (6): 1927-28, 1931-32, 1933-34, 1946-47, 1963-64, 1965-66.
- Supercopa de Austria (1): 1989.

## Participación en competiciones de la UEFA
| Temporada | Torneo                 | Ronda            | Club                  | Local | Visita     | Global       |
| --------- | ---------------------- | ---------------- | --------------------- | ----- | ---------- | ------------ |
| 1964–65   | Recopa de Europa       | 1                | Legia Varsovia        | 1–3   | 0–1        | 1–4          |
| 1966–67   | Copa de Europa         | 1                | FK Vojvodina          | 0–1   | 0–0        | 0–1          |
| 1973–74   | Copa de la UEFA        | 1                | Internazionale        | 1–0   | 1–2        | 2–2          |
| 1973–74   | Copa de la UEFA        | 2                | Fortuna Düsseldorf    | 2–1   | 0–3        | 2–4          |
| 1982–83   | Copa de la UEFA        | 1                | Bohemians Praga       | 1–2   | 0–5        | 1–7          |
| 1987–88   | Copa de la UEFA        | 1                | TPS Turku             | 0–2   | 1–0        | 1–2          |
| 1989–90   | Recopa de Europa       | 1                | AEL Limassol          | 3–0   | 1–0        | 4–0          |
| 1989–90   | Recopa de Europa       | 2                | Ferencvárosi          | 1–0   | 1–0        | 2–0          |
| 1989–90   | Recopa de Europa       | 1/4              | Anderlecht            | 1–1   | 0–2        | 1–3          |
| 1990–91   | Copa de la UEFA        | 1                | Velje BK              | 3–0   | 1–0        | 4–0          |
| 1990–91   | Copa de la UEFA        | 2                | FC Luzern             | 1–1   | 1–0        | 2–1          |
| 1990–91   | Copa de la UEFA        | 3                | Bologna               | 3–0   | 0–3        | 3–3 (5-6 p.) |
| 1992–93   | Recopa de Europa       | 1                | Cardiff City          | 2–0   | 1–1        | 3–2          |
| 1992–93   | Recopa de Europa       | 2                | Royal Antwerp         | 2–4   | 4–3 (pró.) | 6–7          |
| 1993–94   | Copa de la UEFA        | 1                | Dnipro Dnipropetrovsk | 2–3   | 0–1        | 2–4          |
| 1994–95   | Copa de la UEFA        | 1                | Górnik Zabrze         | 5–2   | 1–1        | 6–3          |
| 1994–95   | Copa de la UEFA        | 2                | AS Cannes             | 1–1   | 4–2        | 5–3          |
| 1994–95   | Copa de la UEFA        | 3                | Juventus              | 1–3   | 1–2        | 2–5          |
| 2012–13   | Liga Europa de la UEFA | Clasificatoria 2 | Žalgiris Vilnius      | 5–1   | 1–1        | 6–2          |
| 2012–13   | Liga Europa de la UEFA | Clasificatoria 3 | Sparta Praga          | 0–2   | 2–2        | 2–4          |
| 2016–17   | Liga Europa de la UEFA | Clasificatoria 1 | Spartak Myjava        | 1–1   | 3–2        | 4–3          |
| 2016–17   | Liga Europa de la UEFA | Clasificatoria 2 | Kapaz                 | 1–0   | 2–0        | 3–0          |
| 2016–17   | Liga Europa de la UEFA | Clasificatoria 3 | Slovan Liberec        | 1–2   | 0–2        | 1–4          |
| 2018–19   | Liga Europa de la UEFA | Clasificatoria 2 | CSKA Sofía            | 1–3   | 0–3        | 1–6          |